# Ata Yamrali
Ata Yamrali (né le 5 juin 1982 à Kaboul en Afghanistan) est un footballeur afghan, qui évolue au poste de milieu de terrain.